# Diagramme de transformations en refroidissement continu
Un diagramme de transformations en refroidissement continu, ou diagramme TRC, est un diagramme utilisé pour prévoir la structure cristallographique d'un acier soumis à des transformations thermomécaniques.
Ces diagrammes sont généralement tracés par étude dilatométrique. On homogénéise les échantillons dans la phase de haute température. On refroidit ensuite ceux-ci à différentes vitesses contrôlées. La dilatation des échantillons est enregistrée graphiquement en continu afin de tracer la courbe dilatométrique.
Les points d'inflexion des courbes dilatométriques déterminent le début et la fin des transformations de phases. L'examen micrographique des échantillons permettra de déterminer la nature des phases en présence.
Un diagramme TRC présente donc les différents domaines par lesquels peut passer une certaine nuance d'acier au cours d'un refroidissement. Ces domaines sont l'austénite, la ferrite, la bainite, la martensite ou la perlite. Différentes courbes sont tracées également, représentant les trajets de refroidissement les plus courants. Les vitesses de refroidissement pouvant grandement varier, l'échelle de temps est logarithmique. A la frontière de chaque domaine, on donne généralement la proportion (en %) de la phase traversée en fonction de la vitesse de refroidissement. On indique aussi en général la dureté (Rockwell ou Vickers) de l'acier obtenu pour chaque vitesse de refroidissement caractéristique.

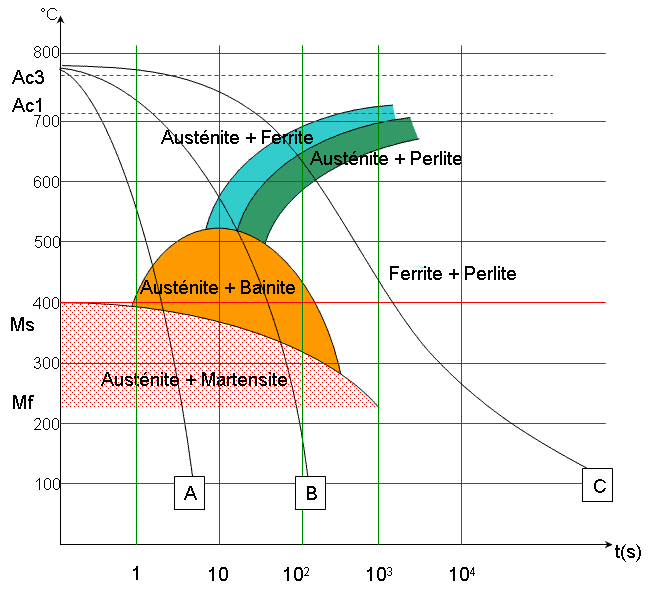
Exemple de diagramme TRC d'un acier au chrome-molybdène pour équipement sous pression

## Conditions de réalisation
Pour réaliser un diagramme TRC par dilatométrie, il est important que chaque essai (correspondant à une vitesse de refroidissement) soit conduit à partir de la même température initiale. Cette température doit être assez élevée pour atteindre le domaine austénitique et doit être maintenue assez longtemps pour que le carbone puisse diffuser dans toute la masse de la solution solide. Ces conditions (température et durée) sont appelées les conditions d'austénitisation et conditionnent les essais dilatométriques.
Un diagramme TRC n'est valable que pour une certaine nuance d'acier et pour des conditions d'austénitisation définies.